# Golfe de Chiuni
Le golfe de Chiuni est un golfe de la mer Méditerranée qui se situe en Corse, France.

## Géographie
Le golfe de Chiuni est localisé sur la façade maritime occidentale de l'île, entre la Punta d'Orchinu au nord et la Punta d'Omigna au sud, toutes deux sur la commune de Cargèse.
Au fond du golfe, se trouve l'embouchure du petit fleuve côtier Chiuni qui lui a donné son nom, au nord de la plage éponyme.
Le golfe, exposé aux vents dominants d'ouest et du sud-ouest, n'offre aucun abri portuaire.

## Histoire
Le golfe de Chiuni fait partie du littoral du Vicolais, une côte qui était très fréquentée entre les XVIe et XVIIIe siècles par les pirates barbaresques. En raison de la menace turque, les Génois y avaient fait construire au XVIe siècle des tours littorales au frais des communautés et pievi de Paomia, Revinda et Salogna.

## Lieux et monuments

### Tours génoises

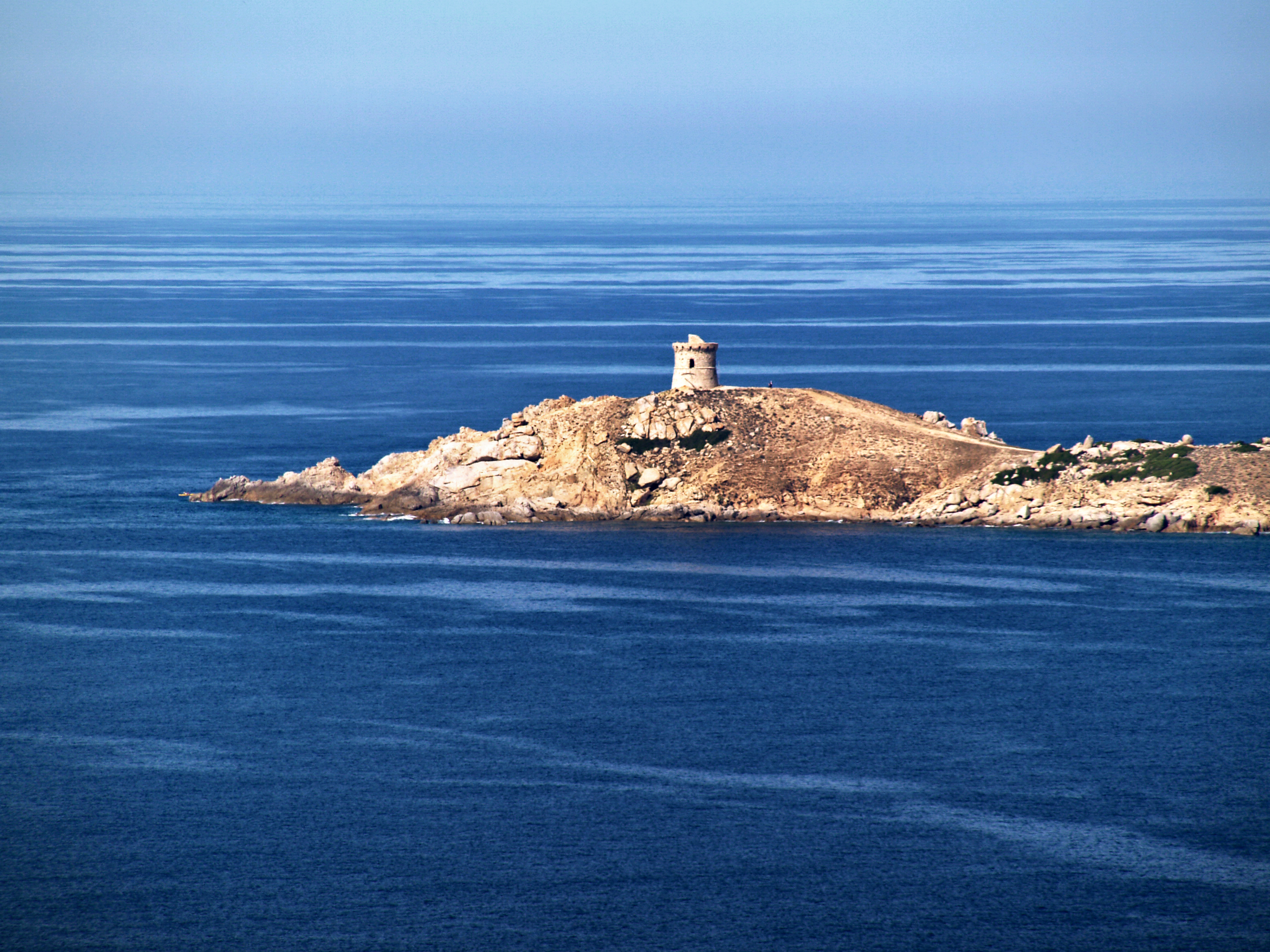
Tour d'Omigna

Le golfe de Chiuni était censé être protégé par deux tours génoises :
- la tour d'Orchinu,
- la tour d'Omigna, autrefois appelée tour de Paomia. Cette tour qui a été le 27 avril 1731, le dernier retranchement pour 127 Grecs attaqués par 2 500 Corses révoltés, est classée monument historique[1].

### Plage de Chiuni
La plage de Chiuni est l'un des attraits de la commune de Cargèse. Outre le village de vacances du Club Méditerranée, l'arrière de la plage s'est récemment développé à la faveur du tourisme. Cette zone est desservie par la route D81 ou « Route du bord de mer corse ».

## Conservatoire du Littoral
Hormis la bande littorale représentée par la plade de Chiuni, toute la zone côtière a été acquise par le Conservatoire de l'espace littoral, soit les deux sites naturels :
- Omigna, d'une superficie de 170 ha, objet de la fiche OMIGNIA (FR1100063)[2], et
- Orchinu, d'une superficie de 107 ha, objet de la fiche ORCHINU (FR1100062)[3].

## Pour approfondir
- Cargèse
- Vicolais
- Tour génoise
- Paomia